# 普熱澤梅克·卡諾夫斯基
普熱澤梅克·卡諾夫斯基（波蘭語：Przemek Karnowski，1993年11月8日—），波蘭籃球運動員。他就讀於貢薩格大學。他也代表波蘭國家男子籃球隊參賽。